# Luis Marimón
Luis Mario Marimón Herrera (Cartagena de Indias, Bolívar, 18 de marzo de 2004) es un futbolista colombiano. Juega como delantero centro y su equipo actual es Millonarios de la Categoría Primera A de Colombia.

## Orígenes y formación
Nacido en Cartagena de Indias, inició su proceso formativo en la Liga de fútbol de Bolívar, en la que participó con el Club Atlético Cartagena.
Posteriormente llegó a las inferiores de Millonarios en 2022, incorporándose al equipo sub-20. En el mismo año tuvo una pasantía institucional en las inferiores del Atlético de Madrid.
Disputó algunos torneos nacionales como la Copa Metropolitana y la Supercopa Juvenil FCF. En esta última se consolidó como máximo goleador en la temporada 2024, marcando 18 goles y, además, dando 12 asistencias.

## Carrera en clubes

### Millonarios

#### Llegada al profesionalismo
Tras pasar cerca de tres años compitiendo en las inferiores de Millonarios, recibe su primera convocatoria al primer equipo el 16 de octubre de 2024. Citado por el entonces técnico Alberto Gamero a un partido ante Fortaleza CEIF por el Torneo Finalización 2024.
Debutó profesionalmente con el técnico David González el 9 de marzo de 2025, en un partido ante Junior por el Torneo Apertura 2025, ingresando al minuto 90+1' de juego, sustituyendo a Daniel Ruiz.
Días después hace su primer gol como profesional, en un clásico ante Independiente Santa Fe por la misma competición, marcando al minuto 61' de juego.
Vuelve a anotar el 31 de julio de 2025, en la victoria 3-1 ante Real Cartagena siendo su primer gol por Copa Colombia.

## Estadísticas

### Clubes
Actualizado al último partido jugado el 1 de agosto de 2025.
| Club                   | Div.          | Temporada     | Liga  | Liga  | Liga   | Copas | Copas | Copas  | Internacional | Internacional | Internacional | Total | Total | Total  | Media goleadora |
| Club                   | Div.          | Temporada     | Part. | Goles | Asist. | Part. | Goles | Asist. | Part.         | Goles         | Asist.        | Part. | Goles | Asist. | Media goleadora |
| ---------------------- | ------------- | ------------- | ----- | ----- | ------ | ----- | ----- | ------ | ------------- | ------------- | ------------- | ----- | ----- | ------ | --------------- |
| Millonarios · Colombia | 1.ª           | 2025          | 13    | 3     | -      | 1     | 1     | -      | -             | -             | -             | 14    | 4     | -      | 0.29            |
| Millonarios · Colombia | Total club    | Total club    | 13    | 3     | -      | 1     | 1     | -      | -             | -             | -             | 14    | 4     | -      | 0.29            |
| Total carrera          | Total carrera | Total carrera | 13    | 3     | -      | 1     | 1     | -      | -             | -             | -             | 14    | 4     | -      | 0.29            |
| 1. 2. 3.               |               |               |       |       |        |       |       |        |               |               |               |       |       |        |                 |

## Palmarés

### Distinciones individuales
| Distinción                                             | Año  |
| ------------------------------------------------------ | ---- |
| Máximo goleador de la Supercopa Juvenil FCF (18 goles) | 2024 |